# Nathalie Bosson
Pour les articles homonymes, voir Bosson.
Nathalie Bosson est une égyptologue, coptologue et archéologue suisse, née en 1963.
Maître de conférences à l'université de Genève et enseignante à l'école du Louvre et à l'institut catholique de Paris, elle est généralement considérée comme une spécialiste dans l'étude de la langue copte.

## Biographie
Elle naît en 1963.
Après sa maturité gymnasiale en 1982 à Genève, elle fait des études d'égyptologie, de copte, d'anglais, d'hébreu et de patristique à l'Université de Genève conclues en 1988. Elle soutient sa thèse de doctorat (« La variété milanaise du dialecte copte mésokémique. Analyse dialectale  accompagnée de la réédition complète du P. Mil. Copto (papyrus copte mésokémique de Milan) ») en 2002, sous la direction de Rodolphe Kasser. Ce dialecte reste plus tard l'un de ses sujets de recherche.
Entre 1987 et 1989, elle s'engage avec l'Institut français d'archéologie orientale pour participer à des campagnes archéologiques dans les Kellia comme épigraphiste,. Elle poursuit ses recherches sur le site au sein de la mission suisse d’archéologie copte à partir de 1991 et rassemble de nombreux documents,,,. Elle prend peu à peu un rôle d'enseignement, d'abord à l'école du Louvre, puis à l'Institut catholique de Paris et enfin à l'Université de Genève, à partir de 2011. Bosson est par ailleurs la première chercheuse à traduire en français un ouvrage complet d'Évagre le Pontique.
Entre 1995 et 2005, la chercheuse est vice-présidente de l'association francophone de coptologie, avant d'en devenir présidente,. Dans le cadre de ses recherches, elle s'intéresse à la fois aux textes chrétiens, aux textes gnostiques et aux papyrus coptes magiques. De plus, Bosson se consacre aussi à la linguistique copte et à la manière de la transmettre. Par exemple, en 2003, elle crée une police de caractères copte pour une utilisation informatique.
Avec sa collègue, Anne Boud'hors, elle entreprend un travail de coordination des études coptes et édite, en 2004, les Actes du huitième congrès international d’études coptes. Ce travail est poursuivi avec d'autres nouvelles éditions des congrès, comme le quatorzième, en 2016. Elle travaille aussi en lien avec Rodolphe Kasser, qui se félicite qu'elle soit nommée comme maître de conférences à l'Université de Genève, ou avec Sydney Aufrère, son époux et proche collaborateur, qui s'engage avec elle pour écrire plusieurs ouvrages. Elle se lance aussi dans des travaux d'édition et, après la mort de Rodolphe Kasser, prend en charge la publication des manuscrits coptes encore non publiés.

## Postérité
Elle est généralement considérée comme une des plus importantes spécialistes vivantes de la langue copte.

## Publications

### Ouvrages
- Nathalie Bosson et Yvette Monier, Les Kellia, ermitages coptes en Basse-Égypte, Genève, Éd. du Tricorne, 1989, 112 p.
- Rodolphe Kasser et Nathalie Bosson, Explorations aux Qouçour er-Roubâ'îyât. Rapport des campagnes 1982 et 1983, Louvain, Peeters, 1994, XII-554 p. (ISBN 90-6831-647-8)
- Nathalie Bosson, Wörterverzeichnis zu Gawdat Gabras Ausgabe des Psalters im mesokemischen (oxyrhynchitischen/mittelägyptischen), Louvain, Peeters, 1997, 17-338 p. (ISBN 9068319116, lire en ligne )
- Pascale Ballet, Nathalie Bosson et Marguerite Rassart-Debergh, Kellia II : l'ermitage copte QR 195. Vol. 2. La céramique, les inscriptions, les décors, Le Caire, Institut français d'archéologie orientale, 2003, 525 p.
- Sydney Hervé Aufrère et Nathalie Bosson, Guillaume Bonjour, Elementa linguæ copticæ : grammaire inédite du XVIIe siècle, Genève, P. Cramer, 2005, CI-190 p.
- Nathalie Bosson, Anne Boud'hors et Sydney Hervé Aufrère, Labor Omnia Uicit Improbus: Miscellanea in Honorem Ariel Shisha-Halevy, Peeters, 2017, 689 p. (ISBN 978-9042934511)

### Articles
- Nathalie Bosson, Rodolphe Kasser et Hans Quecke, « Le second chapitre d'Aggée en bohaïrique B74 », Orientalia, vol. 61, no 3,‎ 1992, p. 169-204 (lire en ligne  [PDF])
- Nathalie Bosson et Rodolphe Kasser, « Paroles du Seigneur vétérotestamentaires en tradition à la fois paulinienne et mésokémique ; Ef' Sotm ou Ef'sotp de l'apodose : nouveaux exemples en dialecte copte P (dit paléo-thébain) ; Approche de la langue proto-saidique », /,‎ 1994
- Nathalie Bosson, « Expression de la comparaison en langue copte saïdique », Faits de langues, vol. 3, no 5,‎ 1995, p. 109-122 (lire en ligne  [PDF])
- Nathalie Bosson et Sydney Hervé Aufrère, « Mouches de l’infection versus abeilles et miel des Écritures d’après Chenouté Ad Philosophum Gentilem (= As I Sat on a Mountain) », Études coptes XIV,‎ 2016, p. 155-182

### Éditions
- Portes pour l'au-delà : l'Égypte, le Nil et le champ des offrandes catalogue de l'exposition, Musée archéologique Henri Prades, 1992, avec Sydney Hervé Aufrère et Christian Landes[23].
- « Le Papyrus Vatican Copte 9 des Petits Prophètes », Coptic treasures from the Vatican Library : a selection of Coptic, Copto-Arabic and Ethiopic manuscripts, 2012[24].